# Boldklubben Velo
 For alternative betydninger, se Boldklubben Velo (flertydig). (Se også artikler, som begynder med Boldklubben Velo)
Boldklubben Velo blev som den første fodboldklub i Nakskov, oprettet i 1899.
Det var dengang en arbejderklub, og det er den på mange måder stadig.
Sammen med B 1905, spillede Velo de første år på Færgelandet. Begge klubber ønskede dog bedre facaliteter og man søgte kommunen om at komme til at spille ved Rosenvænget.
På det tidspunkt var der forhandlinger i gang om en sammenslutning af de to klubber, det blev dog imidlertid ikke til noget.
Den nye klub Nakskov Boldklub kom til at spille på det nye anlæg, mens Velo rykkede til et areal på Tinghusvej, hvor de stadig har hjemme.
For et par år siden gik Velo ind i et samarbejde med Branderslev IF om at danne holdet VB Lolland, sammenlægningen af de to førstehold havde til mål at komme i Lolland-Falsterserien.
Velo har aldrig haft den samme succes som storbror NB, men i sidste sæson rykkede man (VB Lolland) således op i Lolland-Falsterserien, dermed er det første gang i mange mange år, at de to klubber ligger i samme række.
Det skal nu blive spændende at se hvordan holdet klarer sig. Samt udsigten til nogle ægte lokalbrag.
VB Lolland nåede dog kun at spille 2 sæsoner i Lolland-Falsterserien, og dermed 4 lokalopgør mod NB, før klubben blev opløst. Alle disse 4 kampe blev tabt.
Efter opløsningen af VB Lolland i 2008, spillede Velo igen under sit eget navn. Velo var nu placeret i Serie 3 (DBU Lolland-Falster), men i sæsonen 2009/10 blev det til oprykning til Serie 2 (DBU Lolland-Falster), og året efter oprykning til Serie 1 (DBU Lolland-Falster). Første sæson i Serie 1 (DBU Lolland-Falster) gik ikke alt for godt, men i sæsonen 2012/13 vandt Velo grundspillet. Holdet opnåede 3. oprykning på kun 4 sæsoner efter et meget tæt oprykningsspil, hvor det hele blev afgjort i sidste runde, Velo skulle have hjælp fra Nakskov Boldklub, som spillede mod Væggerløse den kamp endte 2-2. Velo spillede selv i Nørre Alslev og vandt 7-1 og lod der efter propperne springe da oprykningen til den bedste række på Lolland-Falster var en realitet.